# Məmməd Məhərrəmov
Məmməd Əli oğlu Məhərrəmov (ros. Мамед Али оглы Магеррамов; ur. 9 października 1919 we wsi Karasuczu w Demokratycznej Republice Azerbejdżanu, zm. 5 maja 1977) – radziecki żołnierz, lejtnant, Bohater Związku Radzieckiego (1944).

## Życiorys
Urodził się w azerskiej rodzinie chłopskiej. Skończył 6 klas szkoły, od 1939 służył w Armii Czerwonej, uczestniczył w wojnie z Finlandią, a od 1941 w wojnie z Niemcami. Brał udział w walkach pod Kownem, Nowogrodem, Starą Russą, bitwie pod Kurskiem, walkach na prawobrzeżnej Ukrainie. W nocy na 2 października 1943 wraz ze swoim oddziałem (254 Dywizja Strzelecka w składzie 52 Armii 2 Frontu Ukraińskiego) przekroczył Dniepr w rejonie czerkaskim i dzięki zwiadom zdobył informacje o rozmieszczeniu wrogich stanowisk ogniowych, 17 października 1943 wyróżnił się w potyczce z niemieckim oddziałem. Od 1943 należał do WKP(b), w 1945 został przeniesiony do rezerwy w stopniu porucznika, wrócił do rodzinnej wsi i został przewodniczącym rady wiejskiej, później przewodniczącym kołchozu. Został pochowany w Kirowabadzie (Gandży).

## Odznaczenia
- Złota Gwiazda Bohatera Związku Radzieckiego (22 lutego 1944[1])
- Order Lenina (22 lutego 1944)
- Order Czerwonej Gwiazdy

I medale.